# Nilòmetre

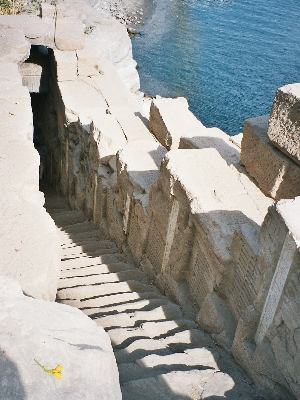
Nilòmetre d'Elefantina

El nilòmetre (del grec Nilometer, mesura del riu Nil) és un sistema d'amidament de la crescuda del riu Nil, basat en els vasos comunicants. Consistia construccions escalonades o pous, diferents quant al seu disseny però tots tenien una columna on es marcava el nivell, i servia per determinar els impostos (si la crescuda era important, la collita era bona i els impostos es podien apujar).

## Descripció
El sistema, de manera primària, fou utilitzat a l'antic Egipte, i en queden restes a alguns temples, com al d'Edfú. Més tard, el sistema fou perfeccionat pels governants àrabs del país (segle ix), amb una obra hidràulica anomenada nilòmetre de Rawda per haver estat construïda a aquesta illa.

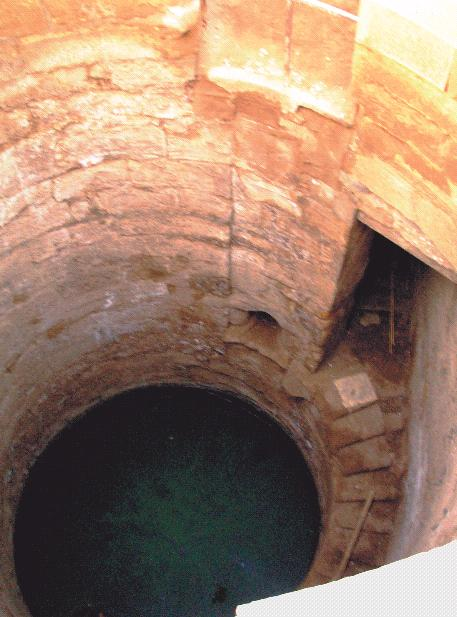
Nilòmetre de Kom Ombo

Un nivell de les aigües de Nil en Elefantina inferior a sis metres suposava que molts terrenys no podien conrear-se i la consegüent fam en tot el país. Un nivell molt superior als vuit metres causava la inundació dels pobles, destruïa els habitatges i inutilitzava els canals de reg.
| «                | ... quan l'ascens arriba a dotze colzes, hi ha fam; en tretze hi ha escassetat; catorze porta alegria; quinze seguretat i setze abundància goig o plaer. | » |
| — Plini el Vell. | |   |

Cada estiu, les pluges torrencials a les terres altes d'Etiòpia causaven un dràstic increment del cabal d'aigua que flueix cap al Nil des dels seus afluents.
Entre juny i setembre, el Nil en el seu transcurs al llarg d'Egipte es desbordava inundant les planes adjacents. 
| «         | Ara el Nil, quan es desborda, inunda no només al Delta, sinó també porcions del país a banda i banda del seu curs que es pensa que pertanyen a Líbia i Aràbia i que en alguns llocs es troben a dos dies de viatge de les seves ribes. | » |
| — Heròdot | |   |

Quan retrocedien les aigües, al voltant de setembre o octubre, dipositaven una rica capa al·luvial de llim que afavoria la fertilitat de les terres cultivables.
La inundació, anomenada —ajet— en l'antiga llengua dels egipcis era una de les tres estacions en les quals els antics egipcis dividien l'any.
Els nilòmetres més famosos estan en Elefantina (Assuan), Kom Ombo i a l'illa de Rawda (el Caire).
En construir-se la presa d'Assuan el nivell de les aigües del Nil roman constant al llarg de l'any, acabant-se el cicle d'inundacions en tot Egipte. L'aigua s'eleva mitjançant bombes, els camps són fertilitzats amb adobs químics i el llim es diposita en el fons del gran embassament.